# 利弗莫爾 (新罕布什爾州)
利弗莫爾（英語：Livermore）是位於美國新罕布什爾州格拉夫頓縣的一個行政鎮區。

## 地方資料
利弗莫爾的面積為165.60平方千米，當中陸地面積為165.20平方千米，而水域面積為0.40平方千米。根據2020年美國人口普查的數據，當地共有人口2人，而人口密度為每平方千米0.01人。